# Delia flavibasis
Delia flavibasis är en tvåvingeart som först beskrevs av Stein 1903.  Delia flavibasis ingår i släktet Delia och familjen blomsterflugor. Inga underarter finns listade i Catalogue of Life.